# Kegelslinger
Een kegelslinger of conische slinger is een slinger met een massa die aan een koord is opgehangen, en die een cirkelvormige beweging maakt, waardoor het koord een kegeloppervlak doorloopt. De constructie is vergelijkbaar met een gewone slinger, maar in plaats van heen en weer te schommelen, beweegt de opgehangen massa met een constante snelheid in een cirkel. 
De conische slinger werd voor het eerst bestudeerd door de Engelse wetenschapper Robert Hooke rond 1660 als een model voor de orbitale beweging van planeten. In 1673 berekende de Nederlandse wetenschapper Christiaan Huygens de periode met behulp van zijn nieuwe concept van centrifugale kracht. Later werd een dergelijke slinger gebruikt als een element in enkele mechanische klokken en uurwerken.

## Afleiding van de periode

De kegelslinger met zijn fysische elementen

De kegelslinger bestaat in essentie uit een massa {\displaystyle m} opgehangen aan een massaloze draad met lengte {\displaystyle L} die een hoek {\displaystyle \theta } maakt met de verticaal. De massa beschrijft met een constante snelheid {\displaystyle v} en zonder wrijving een cirkel met straal {\displaystyle r}. 
De spankracht {\displaystyle {\vec {T{}}}} in de draad draagt zorg voor het compenseren van de zwaartekracht {\displaystyle {\vec {F_{g}}}=m{\vec {g}}} en levert tevens de benodigde centripetale kracht {\displaystyle {\vec {F_{m}}}=m\omega ^{2}{\vec {r}}}, die de massa in een cirkelvormige baan houdt en gelijk is in grootte maar tegengesteld in richting aan de centrifugale kracht {\displaystyle {\vec {F_{c}}}}.
Vectorieel heeft men {\displaystyle {\vec {F_{c}}}+{\vec {F_{g}}}+{\vec {T{}}}=0}.
- Projectie op de verticale as geeft {\displaystyle mg=T\cos \theta }
- Projectie op de horizontale as geeft {\displaystyle {\frac {mv^{2}}{r}}=T\sin \theta } met {\displaystyle v=\omega \,r}

Deling van de tweede door de eerste vergelijking geeft {\displaystyle v^{2}=rg\,\tan \theta }.
De periode van de slinger is nu gelijk aan de tijd {\displaystyle t} die de massa nodig heeft om een volledige cirkel te doorlopen en daarmee is {\displaystyle t={\frac {2\pi \,r}{v}}}.
Als men {\displaystyle v} elimineert uit de laatste twee vergelijkingen krijgt men {\displaystyle t^{2}={\frac {4\pi ^{2}r}{g\tan \theta }}} en hieruit volgt dat {\displaystyle t=2\pi {\sqrt {\frac {h}{g}}}}, omdat {\displaystyle r=h\tan \theta }. Met {\displaystyle h={\sqrt {L^{2}-r^{2}}}} kan dit ook nog geschreven worden als {\displaystyle t=2\pi {\sqrt {\frac {\sqrt {L^{2}-r^{2}}}{g}}}}.
In de praktijk kan men de lengte {\displaystyle L} van de draad en de hoek {\displaystyle \theta } nauwkeurig meten en men zet dan in de formule voor de periode {\displaystyle h=L\cos \theta } zodat deze luidt {\displaystyle t=2\pi {\sqrt {\frac {L\cos \theta }{g}}}}.